# Acer diabolicum
Acer diabolicum — вид клена, ендемічний для центральної та південної Японії. Висаджується як декоративний. Іноді його висаджують як декоративний за межами Японії. Свій видовий епітет він отримав завдяки двом виступаючим кучерявим рильцям його квіток, які зберігаються на крилатому насінні.

## Опис
У дикій природі в Японії Acer diabolicum зазвичай досягає 10–15, рідко 20 метрів, з досить широкою, округлою кроною. На другий рік молоді гілки стають коричневими або червонувато-коричневими і змінюються на світло-сірувато-коричневі. Старіша кора сірувато-коричнева, майже гладка або з легкими нерівностями. Належить до Acer sect. Lithocarpa.
Зимові бруньки від яйцеподібних до видовжено-яйцеподібних, темно-коричневого кольору, захищені 6–8 парами запушених лусок. Листкові ніжки довгі й тонкі від 4 до 10 см, з деяким запушенням на верхівках. Опадні листки мають п'ять лопатей і мають від 10 до 12 сантиметрів у довжину та ширину. Частки широкояйцеподібні, загострені, дистально зубчасто-пилчасті, або, можна сказати, городчасто-зубчасті, з широкогострими або навіть тупими зубцями. Середня частка більша і сама часто злегка трилопатева. Дві базальні частки меншого розміру мають, можливо, один або два зубці на своїх краях. Молоде листя має довгі шовковисті кадукові волоски, і зберігає деяке опушення на нижньому боці до зрілості.
Дерева дводомні, із зазвичай лососевими або цегляно-червоними квітами, які з'являються ранньою весною до того, як листя повністю розгорнеться. Тичинкові (чоловічі) квітки тримаються в пониклих суцвіттях на 8–10 квіток. Оцвітина широко дзвонова, зазвичай 4 мм завдовжки, з 4–8 нерівними частками. Є вісім тичинок довжиною 8 мм, пелюсток немає. Пиляки овальні.
Маточкові (жіночі) квітки тримаються в 5–7 квіткових пониклих китицях і мають 2–3 см завдовжки. Чашолистки еліптичні, тупі, 5—6 мм завдовжки. Пелюстки довгасті, зав'язі густо запушені.
Зазвичай самари довжиною 3 см звисають із пониклих кистей і опадають у жовтні. Щетинки покривають область, що містить насіння, підтримуючи збережені кучеряві рильця, які мають рогоподібний вигляд. Саме ці роги дають рослині наукову та загальну назву.

## Поширення
Acer diabolicum росте на лісистих гірських схилах виключно на островах Хонсю, Сікоку та Кюсю в Японії. Як правило, він рідкісний, віддає перевагу теплим умовам тихоокеанської сторони.